# عمر حكيم (ممثل صوت)
عمر حكيم  هو ممثل صوت لبناني، وهو ابن عبدو حكيم.

## أدواره في الدبلجة العربية
- 1001 اختراع ومكتبة الأسرار
- عالم غامبول المدهش - غامبول (الصوت الأول)